# Nine Patriotic Hymns for Children
Nine Patriotic Hymns for Children är en album från 1991 med det amerikanska punkbandet Born Against släppt på skivbolaget Vermiform. Den har återutgetts vid två tillfällen, av skivbolaget Prank år 2003 och i samling tillsammans med 12" vinylen Battle Hymns of the Race War av bolaget Kill Rockstars som Patriotic Battle Hymns. Följande spår finns med på originalutgåvan från 1991:
1. Mount the Pavement
2. Shroud
3. By the Throat
4. Test Pattern
5. Mary and Child
6. Jock Gestapo
7. Organ of Hope
8. Well Fed Fuck